# Serwal
Serwal (Leptailurus) – rodzaj drapieżnych ssaków z podrodziny kotów (Felinae) w obrębie rodziny kotowatych (Felidae).

## Zasięg występowania
Rodzaj obejmuje jeden żyjący współcześnie gatunek występujący w Afryce.

## Morfologia
Długość ciała (bez ogona) 59–92 cm, długość ogona 20–38 cm; masa ciała 7–13,5 kg. 

## Systematyka
Rodzaj (w randze podrodzaju w obrębie Felis) zdefiniował w 1858 roku rosyjski podróżnik i przyrodnik Nikołaj Siewiercow w artykule poświęconym systematyce mięsożernych z naciskiem na rodzinę kotowatych opublikowanym na łamach Revue et magasin de zoologie pure et appliquée. Na gatunek typowy Siewiercow wyznaczył (oznaczenie monotypowe) serwala sawannowego (L. serval).

### Etymologia
- Leptailurus: gr. λεπτος leptos ‘delikatny, drobny’; αιλουρος ailouros ‘kot’[10].
- Serval: epitet gatunkowy Felis serval Schreber, 1776; fr. serval ‘serwal’, od port. cerval ‘ryś’, od łac. lupus cervārius ‘wilk polujący na jelenie’, od cervus ‘jeleń’[11]. Gatunek typowy: Serval maculatus A.E. Brehm, 1864 (= Felis serval von Schreber, 1776).
- Galeopardus: gr. γαλεή galeē lub γαλή galē ‘łasica’; παρδος pardos ‘samiec pantery’[12]. Gatunek typowy (oznaczenie monotypowe): Felis serval von Schreber, 1776.
- Servalina: rodzaj Serval J.E. Gray, 1867; łac. przyrostek -ina ‘należący do, odnoszący się do’[11]. Gatunek typowy (oznaczenie monotypowe): Felis serval von Schreber, 1776.

### Podział systematyczny
Do rodzaju należy jeden występujący współcześnie gatunek: 
- Leptailurus serval (von Schreber, 1776) – serwal sawannowy

Opisano również gatunek wymarły z plejstocenu dzisiejszej Południowej Afryki:
- Leptailurus spelaeus Broom, 1937